# Andrzej Marecki
Andrzej Marian Marecki (ur. 2 września 1898 w Grybowie, zm. 4 lipca 1943 w Gibraltarze) – pułkownik dyplomowany artylerii Wojska Polskiego, kawaler Orderu Virtuti Militari.

## Życiorys
Urodził się 2 września 1898 w Grybowie, jako syn Tadeusza i Janiny z d. Rząc. Służbę wojskową rozpoczął jako ochotnik w cesarskiej i królewskiej armii. Po odzyskaniu przez Polskę niepodległości w 1918 roku wstąpił do Wojska Polskiego i został dowódcą artylerii pociągu pancernego. Za udział w wojnie polsko-bolszewickiej otrzymał krzyż srebrny orderu wojennego Virtuti Militari. 
Jako ochotnik brał udział w III powstaniu śląskim w 1921 roku, a w 1922 rozpoczął służbę w 7 pułku artylerii ciężkiej w Poznaniu. Z dniem 1 listopada 1924 został przydzielony do Wyższej Szkoły Wojennej w Warszawie, w charakterze słuchacza Kursu Normalnego 1924–1926. 1 grudnia 1924 awansował na kapitana ze starszeństwem z dniem 15 sierpnia 1924 i 131. lokatą w korpusie oficerów artylerii. Z dniem 11 października 1926, po ukończeniu kursu i otrzymaniu dyplomu naukowego oficera Sztabu Generalnego, został przydzielony do Doświadczalnego Centrum Wyszkolenia w Rembertowie. 

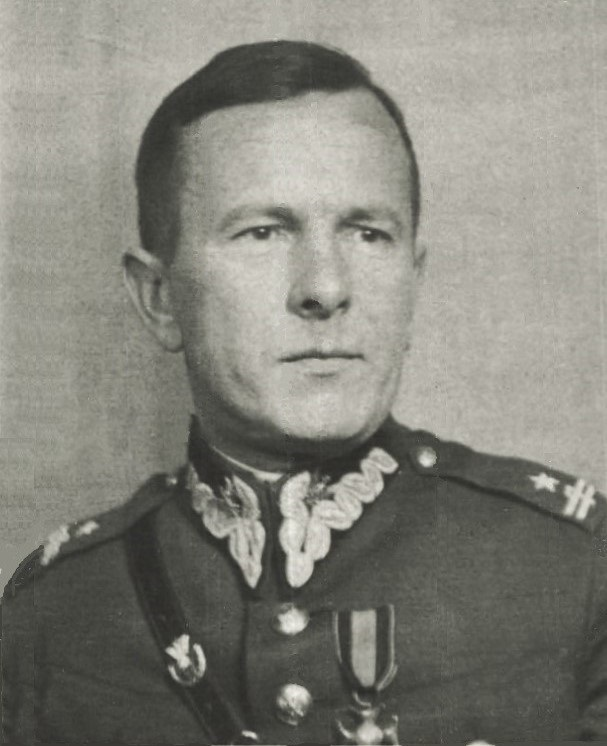
Andrzej Marecki (< 1934)

W Wyższej Szkole Wojennej był asystentem wykładowcy taktyki mjr. Jana Kosiny, w latach 1930–1934 pełnił w WSWoj. służbę jako wykładowca taktyki. 17 grudnia 1931 awansował na majora ze starszeństwem z dniem 1 stycznia 1932 i 19. lokatą w korpusie oficerów artylerii. W latach 1934–1936 służył w 27 pułku artylerii lekkiej we Włodzimierzu Wołyńskim na stanowisku dowódcy dywizjonu. Jesienią 1936 został przeniesiony do Sztabu Głównego i mianowany attaché wojskowym w Sztokholmie z siedzibą w Warszawie.
W kampanii wrześniowej był oficerem Oddziału III Operacyjnego Sztabu Naczelnego Wodza. 18 września 1939 opuścił kraj przez granicę z Rumunią, a następnie przedostał się do Francji i zgłosił do generała Władysława Sikorskiego. W okresie kampanii francuskiej pełnił funkcję oficera łącznikowego przy francuskim Sztabie Generalnym. Po klęsce Francji znalazł się w Londynie i pracował w Sztabie Naczelnego Wodza na stanowisku szefa Oddziału III Operacyjnego. Był również komendantem Wyższej Szkoły Wojennej w Wielkiej Brytanii i głównym redaktorem (wydawanego w Londynie) czasopisma wojskowego „Bellona”.
Był żonaty z Zofią Marecką z d. Korczyńską (1906–2001), miał syna Jacka (ur. 1930) i córkę Teresę (ur. 1934)

## Śmierć w Gibraltarze
Pułkownik Andrzej Marecki zginął w Gibraltarze 4 lipca 1943 w katastrofie lotniczej. Samolot Liberator II AL523 spadł do morza o godzinie 23:07, 16 sekund po wystartowaniu. Ciało pułkownika zostało wyrzucone przez morze i odnalezione trzy dni po katastrofie.

## Ekshumacja w 2010 i ponowny pogrzeb

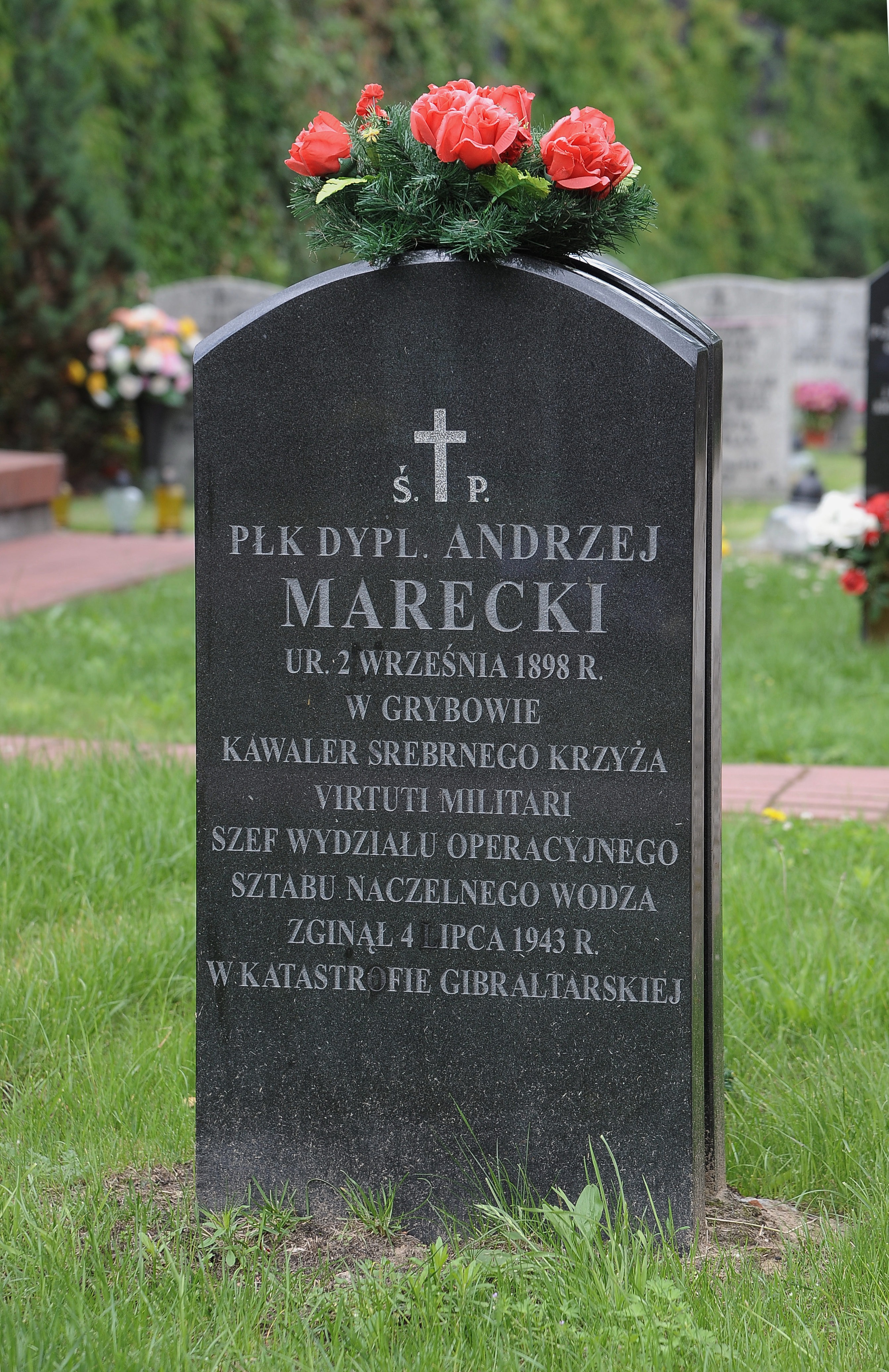
Grób Andrzeja Mareckiego na warszawskim Cmentarzu Wojskowym na Powązkach

W grudniu 2010, w ramach śledztwa Instytutu Pamięci Narodowej dokonano ekshumacji poległych w katastrofie w Gibraltarze trzech oficerów, Tadeusza Klimeckiego, Andrzeja Mareckiego i Józefa Ponikiewskiego, w celu przeprowadzenia badań w Zakładzie Medycyny Sądowej Collegium Medicum Uniwersytetu Jagiellońskiego w Krakowie. 9 grudnia 2010 odbył się ponowny pogrzeb pułkownika Andrzeja Mareckiego. Spoczął w Kwaterze Żołnierzy Polskich Sił Zbrojnych na Zachodzie na Cmentarzu Wojskowym na Powązkach w Warszawie (kwatera D20-1-3).

## Ordery i odznaczenia
- Krzyż Srebrny Orderu Wojskowego Virtuti Militari nr 5049 (1922)[1][9]
- Krzyż Walecznych[10]
- Złoty Krzyż Zasługi (19 marca 1935)[11][12]
- Medal Pamiątkowy za Wojnę 1918–1921[10]
- Medal Dziesięciolecia Odzyskanej Niepodległości[10]
- Krzyż Oficerski Orderu Gwiazdy Rumunii (Rumunia)
- Kawaler 1 klasy Królewskiego Orderu Miecza (Szwecja, przed 1937)[13]